# Automorfismo

Un automorfismo del grupo de cuatro de Klein que se muestra como un mapeo entre dos gráficos de Cayley, una permutación en notación de ciclo y un mapeo entre dos tablas de Cayley

En matemáticas, un automorfismo es un isomorfismo de un objeto matemático en sí mismo. Usualmente el conjunto de automorfismos de un objeto puede recibir una estructura de grupo con la operación de composición, tal grupo recibe el nombre de grupo de automorfismos y es, a grandes rasgos, el grupo de simetría del objeto.

## Ejemplos
Si las estructuras son conjuntos, entonces los isomorfismos entre dos conjuntos X, Y son simplemente funciones biyectivas.
Los automorfismos son funciones biyectivas de X en X, es decir, permutaciones del conjunto.
Considerando el conjunto Z de números enteros con la estructura de grupo abeliano (con la operación suma), los automorfismos son funciones biyectivas f:Z→Z tales que {\displaystyle f(x+y)=f(x)+f(y)}. Existen dos únicas funciones con dicha propiedad: {\displaystyle f(x)=x} y {\displaystyle f(x)=-x}.
Si ahora tomamos de nuevo el conjunto Z de números enteros pero con la estructura de anillo (operaciones suma y producto) entonces los automorfismos serán funciones biyectivas que cumplan {\displaystyle f(x+y)=f(x)+f(y)} y {\displaystyle f(xy)=f(x)f(y)}. En este caso, la única función posible es la identidad, ya que {\displaystyle f(x)=-x} sólo cumple la primera condición y no la segunda.

En los tres casos, el grupo de automorfismos sugiere cierta simetría en el objeto. En el caso de conjuntos, al carecer de estructura, se toma cualquier reordenamiento de sus elementos (permutaciones). En el caso de los números enteros, cuando se considera únicamente la estructura de la suma se obtiene una simetría entre los números positivos y negativos, pero tal simetría desaparece cuando se toma en cuenta la estructura que impone la multiplicación, puesto que el comportamiento de los números positivos y negativos es diferente respecto a ella.